# 讷夫穆兰
讷夫穆兰（法語：Neufmoulin）是法国皮卡第大区索姆省的一个市镇，属于阿布维尔区北阿布维尔县。该市镇2009年时的人口为361人。

## 人口
讷夫穆兰人口变化图示
| 数据来源：INSEE |